# Heterolocha arizana
Heterolocha arizana là một loài bướm đêm trong họ Geometridae.